# Kan doktorn komma?
Kan doktorn komma? är en roman av den svenske författaren och läkaren Einar Wallquist, första gången utgiven 1935 på Albert Bonniers Förlag. Den filmatiserades 1942, se Kan doktorn komma?.

### Fotnoter
1. ↑  ”Kan doktorn komma?”. Libris.kb.se. http://libris.kb.se/hitlist?q=wallquist+kan+doktorn+komma&r=&f=simp&t=v&s=rc&g=&m=25. Läst 16 april 2013.
2. ↑  ”Kan doktorn komma?”. Svensk Filmdatabas. http://sfi.se/sv/svensk-filmdatabas/Item/?type=MOVIE&itemid=4002&ref=%2ftemplates%2fSwedishFilmSearchResult.aspx%3fid%3d1225%26epslanguage%3dsv%26searchword%3dkan+doktorn+komma%26type%3dMovieTitle%26match%3dBegin%26page%3d1%26prom%3dFalse. Läst 16 april 2013.